# Дома 1133 км
Дома 1133 км (рос. Дома 1133 км) — сільський населений пункт без офіційного статусу в Сарапульському районі Удмуртії, Росія.
В населеному пункті знаходиться залізнична платформа Шевирялово.

## Населення
Населення становить 12 осіб (2010, 7 у 2002).
Національний склад (2002):
- росіяни — 100 %